# Pachnocybe albida
Pachnocybe albida är en svampart som först beskrevs av Elias Fries, och fick sitt nu gällande namn av Miles Joseph Berkeley 1836. Pachnocybe albida ingår i släktet Pachnocybe och familjen Pachnocybaceae.   Inga underarter finns listade i Catalogue of Life.